# Macrocera smithi
Macrocera smithi är en tvåvingeart som först beskrevs av Shaw 1948.  Macrocera smithi ingår i släktet Macrocera och familjen platthornsmyggor.
Artens utbredningsområde är Oregon. Inga underarter finns listade i Catalogue of Life.